# Раптове пробудження
Раптове пробудження (англ. Rude Awakening) — американська комедія 1989 року.

## Сюжет
США, 1969 рік. Епоха молодіжних бунтів і протестних рухів, що розгортаються на тлі війни у В'єтнамі. Два хіпі — Фред і Хесус — вирішили назавжди розпрощатися з цивілізованим світом і податися в Центральну Америку. Вони з успіхом прожили в усамітненні 20 років. Ніщо не зв'язувало бунтарів із зовнішнім світом, тільки природа і спокій. Але одного разу, блукаючи по джунглях, Фред і Хесус знаходять труп агента ЦРУ, у валізі якого виявляються плани військового вторгнення в США. Смертельна небезпека загрожує всім і кожному! Герої вирішують повернутися в Нью-Йорк і врятувати нічого не підозрюючих містян. Все б нічого, та ось тільки світ за такий значний термін змінився. Всі забули про квіткові революції, вільне кохання і тотальний пацифізм. Колишні знайомі більше не говорять про порятунок екології, вегетаріанство і «Чорних пантер». Вони перетворилися на пересічних капіталістів, одержимих пристрастю до споживання і заробляння грошей. Для Фреда і Хесуса це було грубим пробудженням, але ці перешкоди не взмозі їх зупинити.

## У ролях
| Актор            | Роль            |
| ---------------- | --------------- |
| Чіч Марін        | Хесус Монтея    |
| Ерік Робертс     | Фред Вук        |
| Джулі Гаґерті    | Петра Блек      |
| Роберт Керрадайн | Семмі Марголін  |
| Сінді Вільямс    | Джун Марголін   |
| Том Сайзмор      | Єн              |
| Андреа Мартін    | Ейпріл Стул     |
| Бак Генрі        | Ллойд Стул      |
| Луїза Лессер     | Ронні Саммерс   |
| Кліфф Де Янг     | агент Брубейкер |
| Діон Андерсон    | доктор Бінібон  |
| Пітер Бойден     | доктор Чайлдс   |
| Ніколас Вайман   | доктор Ебботт   |
| Майкл Лучано     | Мартін          |
| Емі Гласс        | перша близнючка |
| Беккі Гласс      | друга близнючка |
| Ед Фрай          | агент Дром      |